# Marcel Spittael
Marcel Hyppolite Spittael est un architecte belge, né à Anderlecht le 6 février 1899 et mort à Uccle le 28 mars 1981. Il est auteur de plusieurs réalisations de style art déco et moderniste en Belgique.

## Biographie
Né à Anderlecht le 6 février 1899, il est le fils de Charles Spittael, doreur sur bois et décorateur, et d'Anna De Greef. Il passe une grande partie de son enfance à Saint-Gilles, au no 95 de la rue de Parme.
Le 12 octobre 1914, Marcel Spittael s'inscrit à l'Académie royale des beaux-arts de Bruxelles (matricule n°18126), dans la section architecture, où il poursuit son apprentissage jusqu'en 1920. Durant ces années, il participe successivement aux ateliers de Franz De Vestel et Joseph Van Neck, remporte plusieurs accessits et de nombreux grades au Concours des prix, et y fréquente -vraisemblablement-  des artistes tels que René Magritte, Paul Delvaux ou Victor Servranckx, eux-aussi alors étudiants à l'Académie.
En 1924, il épouse Jeanne Paul (1901-1992) à Saint-Gilles. La même année, il remporte avec un ancien condisciple de l'Académie, l'architecte Paul Le Bon (1894-1986) le concours présidé par Victor Horta pour la construction de l'Institut provincial d'hygiène et de médecine tropicale Prince Léopold à Anvers. 
Deux ans plus tard, en 1926, Marcel Spittael ouvre son agence, au-dessus de l'atelier de son père, au no 5 de la rue du Lycée à Saint-Gilles. De 1921 à 1961, il est membre de la SCAB (BR-512).
En 1937, il emménage et déplace son agence au no 2 de la rue du Tournoi à Forest (dans une de ses réalisations), où il réside jusqu'à sa mort, en 1981. Décédé à Uccle, le 28 mars 1981, il est incinéré le 1er avril 1981 au Crématorium de Bruxelles, et ses cendres sont dispersées sur la pelouse no 18 du Cimetière de Saint-Gilles.

## Réalisations (sélection)
- en collaboration avec l'architecte Paul Le Bon :
  - 1924 : Institut provincial d'hygiène et de médecine tropicale Prince Léopold, 155 Nationalestraat, Anvers, Belgique[6].
  - 1925 : Immeuble de logements, 76 boulevard du Jubilé, Molenbeek, Belgique.
- 1928 : Maison unifamiliale "Rimbout", 67 avenue du Suffrage universel, Schaerbeek, Belgique[7].
- 1930 : Maison unifamiliale, 112 avenue Maréchal Joffre, Forest, Belgique.
- 1932 (?) : Maison unifamiliale,18, avenue des Ormeaux,  Uccle, Belgique.
- 1932 : Maison unifamiliale "Delire", 68 avenue Victor Rousseau, Forest, Belgique.
- 1933 : Maison unifamiliale "De Decker", 118 avenue Montjoie, Uccle, Belgique.
- 1936 : Immeuble de logements, 24 avenue du Onze Novembre, Etterbeek, Belgique[8].
- 1936 : Immeuble de logements, 21 rue de l'Escrime, Forest, Belgique.
- 1937 : Immeuble de logements et commerces, 2 rue du Tournoi, Forest, Belgique.
- 1938 : Maison unifamiliale Villa Muller, 17 avenue des Hêtres, Rhode-Saint-Genèse, Belgique[9].
- 1940 : Maison unifamiliale, 75 avenue Molière, Forest, Belgique.
- 1940 : Entrepôt Taxis Autolux, 1 rue du Maroquin, Molenbeek, Belgique.
- 1946 : Entrepôt Taxis Autolux (démoli), 23 place Sainte-Catherine, Bruxelles, Belgique.
- 1949 : Maison unifamiliale "Dewinne", 909 chaussée d'Alsemberg, Uccle, Belgique.
- 1952 : Ateliers et bureaux Alfa Laval, 333 rue du Progrès, Schaerbeek, Belgique.
- 1952 (?) : Ateliers et bureaux Extraits Coene, 323 rue du Progrès, Schaerbeek, Belgique.

## Parutions (sélection)
- La Cité, no 43, 1924 (proclamation des résultats du concours pour l’érection de l'Institut provincial d'hygiène et de médecine tropicale Prince Léopold).
- L'Émulation, juillet 1924 (proclamation des lauréats du concours pour l'érection de l'Institut provincial d'hygiène et de médecine tropicale Prince Léopold).
- Bâtir, no 8, juillet 1933, p. 308-309 ("Comment bâtir?...", phot. E. Sergysels).
- L'Émulation, no 8, 1933, p. 163-171 (publication de l'Institut provincial d'hygiène et de médecine tropicale Prince Léopold, phot. E. Sergysels).